# Froggattimyia tillyardi
Froggattimyia tillyardi là một loài ruồi trong họ Tachinidae.